# Pilar Rahola i Martínez
Pilar Rahola i Martínez (Barcelona, 21 d'octubre de 1958) és una periodista, escriptora i política catalana d'ideologia catalanista i independentista.

## Biografia
Filla de Josep Manel Rahola i Quirch i de Pilar Martínez Ponsa, prové d'una família republicana i antifeixista, amb diversos familiars dedicats a la política. Entre d'altres, el cosí germà del seu besavi fou Pere Rahola, ministre de la República; el fill d'un altre cosí del besavi fou Frederic Rahola i d'Espona, primer Síndic de Greuges de la democràcia, i el germà del mateix besavi, l'escriptor Carles Rahola, afusellat pel franquisme el 1939. Està casada i té tres fills, dos d'ells adoptats, a Barcelona i Sibèria respectivament. És llicenciada en Filologia Catalana per la Universitat de Barcelona.

### Trajectòria política
Fou l'única representant d'Esquerra Republicana de Catalunya (ERC) al Congrés dels Diputats durant la V i VI legislatura, de manera que ERC recuperava la representació en aquesta cambra perduda a les eleccions generals espanyoles de 1986. Va fer-se militant d'ERC abans de ser candidata per Barcelona a les eleccions municipals de 1995, a partir de quan va ser tinent d'alcalde de Barcelona. L'any 1996 va abandonar ERC, poc després va fundar amb Àngel Colom el Partit per la Independència (PI), que no va obtenir representació parlamentària. Després del fracàs polític del PI va abandonar la política activa per tornar a centrar la seva carrera en l'escriptura i el periodisme.
És situada a l'òrbita de Convergència Democràtica de Catalunya, i el 2013 va ser nomenada membre del Consell Assessor per a la Transició Nacional, un organisme assessor d'experts que treballa per tal d'assessorar la Generalitat de Catalunya en el procés d'independència de Catalunya.

### Activitat professional
És autora de diferents llibres publicats en català i castellà, i, fins al maig de 2021, columnista diària a La Vanguardia. Ha escrit en altres diaris, com El País, el diari argentí La Nación; el Diario de América, editat als EUA. El seu llibre Carta al meu fill adoptat ha estat traduït a diversos idiomes. El 2010 va publicar una biografia d'Artur Mas.
Des de 1987 fins a 1990, va ser directora de l'editorial Pòrtic, amb diverses col·leccions literàries a les seves mans. Va publicar, entre d'altres, Bella del senyor d'Albert Cohen i La foguera de les vanitats de Tom Wolfe. A més, fins a 2003 va ser directora de la Fundació Acta, per a la difusió del pensament i el debat
Com a periodista, va estar en diversos conflictes com la guerra entre Etiòpia i Eritrea, la guerra dels Balcans, la primera guerra del Golf (des de Jerusalem), la caiguda del mur de Berlín, la crisi constitucional russa de 1993 i el procés d'independència dels països bàltics. Ha estat col·laboradora en diversos programes de televisió com Els matins de TVC i 8 al dia de 8tv —ambdós amb Josep Cuní— o Crónicas marcianas i La noria de Telecinco. A la ràdio va presentar Vis à vis, programa d'entrevistes —exclusivament a homes— que es va emetre a Ona Catalana de 2000 a 2003 i que el 2006 es va adaptar a la televisió per emetre per Barcelona TV. Des de 2007 va col·laborar en el programa de ràdio Julia en la Onda a Onda Cero, amb Júlia Otero, on donava la seva opinió sobre diversos temes, com el catalanisme, els drets de la dona i el conflicte araboisraelià.
Ha fet conferències en universitats de l'Argentina, Colòmbia, Brasil, Mèxic, Costa Rica, Israel, Perú i Xile. També les ha donat en diverses ciutats estatunidenques, entre elles Miami, San Diego, Palm Beach, així com a Puerto Rico, al Palau Legislatiu d'Uruguai i a Panamà.

### Premis i reconeixements
Ha participat en el Fòrum de Porto Alegre i és doctora honoris causa per la Universitat de les Arts i les Ciències de la Comunicació de Santiago de Xile, centre acadèmic no reconegut per la Comissió Nacional d'Acreditació de Xile, un reconeixement atorgat per la seva lluita en favor dels drets fonamentals (juny de 2004). També ha estat guardonada amb el Premi Javier Olam (2004), atorgat per la comunitat jueva de Xile durant el Dia de l'Holocaust, així com amb el Premi Cicla (2005), atorgat a Jerusalem, per la seva lluita contra l'antisemitisme. És membre d'honor de la Universitat de Tel-Aviv des del 2006, i ha guanyat el premi Menorà d'or, juntament amb Simone Veil, atorgat per la lògia maçònica Bnai Brith de França. En novembre de 2007 va rebre el premi a la millor articulista de premsa, atorgat per la "Asociación Profesional Española de Informadores de Prensa, Radio y Televisión". També ha rebut el premi Scopus 2007, el guardó més prestigiós que concedeix la Universitat Hebrea de Jerusalem, i que li ha estat concedit per la seva lluita en favor dels Drets humans. Va participar, com a convidada d'honor, a la conferència anual nord-americana de l'AIPAC (American Israel Public Affairs Commitee) del 2008, on va donar una conferència sobre l'antisemitisme i l'esquerra. El Premi Senador Angel Pulido, 2009, per la seva lluita contra la intolerància. El Premi Mass Media Award, 2009, atorgat pel Comitè Jueu Americà, per la seva lluita a favor dels Drets humans. El Premi del President de la Universitat de Tel-Aviv, concedit en 2009. El Premi Daniel Pearl Award, atorgat per la Lliga Antidifamació americana, per la seva lluita per un periodisme honest i valent. En 2011 va rebre a Ginebra el premi Morris Abram Human Rights Award de l'organització UN Watch, per la seva defensa de la dona a l'islam i la seva lluita global pels Drets humans. També en 2011 el Gremi del Cava Català, li atorgà la distinció de "Cofrare de Mèrit". En 2011 va rebre també el "Premi Bones Pràctiques de Comunicació no Sexista", atorgat per l'Associació de Dones Periodistes de Catalunya, per practicar "un periodisme rigorós i de qualitat, fent visibles les dones i les seves actuacions". En 2012, va rebre el premi Samuel Hadas atorgat per l'Ambaixada d'Israel, rebut conjuntament amb Jordi Pujol, Felipe González i José María Aznar, per la seva contribució a l'entesa entre el poble jueu i els pobles d'Espanya. En 2012 va rebre la Medalla al Mèrit Sardanista “per la seva tasca de reivindicació i al·lusió a la sardana al llarg de les seves intervencions públiques i col·laboracions a mitjans de comunicació”.
En 2013 el Fons Nacional Jueu va plantar un bosc de 2.500 arbres amb el seu nom, per la seva contribució en la lluita contra l'antisemitisme. El bosc és a Yatir, en el desert del Nègueb. També va rebre en 2013, el Premi Jerusalem atorgat a Buenos Aires pel Keren Kayemet LeYisrael, per la seva lluita per les llibertats. En febrer de 2017 se li concedeix el Premi Ramon Llull per la seva novel·la Rosa de cendra.

## Polèmiques

### Suposada arrogància
L'any 1996 es va fer públic un incident de Pilar Rahola amb un agent de la guàrdia urbana responsable del dipòsit municipal de vehicles on es trobava el seu automòbil. Després d'exigir-se-li el pagament de la multa corresponent per retirar el vehicle, comencen uns minuts de discussió entre l'agent i l'aleshores candidata d'Esquerra Republicana de Catalunya. Llavors Rahola va ordenar el seu xofer que retirés el cotxe, el qual va acabar bloquejat a la sortida. L'incident, que va ser gravat per les càmeres de seguretat, va ser recollit per diversos mitjans, que van criticar les paraules "que no sap qui sóc?". La candidata d'ERC va lamentar l'incident i va demanar disculpes.

### Currículum incorrecte
L'any 2014 es va conèixer que la versió en castellà del seu currículum, publicat a la seva pàgina web personal, contenia diversos errors que no s'havien corregit durant anys. Concretament, en el C.V. s'hi acreditaven dos doctorats inexistents.

### Les tortures dels mossos a Lucian Padurau
Pilar Rahola va escriure un article d'opinió al diari La Vanguardia en el qual feia unes polèmiques declaracions sobre un cas de tortures a Lucian Padurau. Aquest cas va ser denunciat per Amnistia Internacional. En l'article en qüestió s'afirmava que "en pocas horas se aclaró el error y el joven retornó a casa (…) delitos que no significaron ni el ingreso en hospital de la víctima (…) hoja de servicios impecable".
Aquestes paraules negaven les tortures que posteriorment van ser ratificades tant per l'Audiència de Barcelona com pel Tribunal Suprem malgrat que el govern del Partit Popular concedís un segon indult als agents el 2012, després de reduir-los-hi la pena.

### Acusacions d'antisemitismecontraTeresa Forcades
En una de les seves intervencions al programa 8 al dia de 8TV Pilar Rahola va acusar la monja i membre de Procés Constituent Teresa Forcades d'antisemitisme : "Vostès són directament antisemites amb un nou vestit". Les acusacions van ser ràpidament reprovades per Teresa Forcades, que va respondre dient que la presència d'un grup extremista en un determinat territori no pot justificar, en cap cas, l'aplicació d'un càstig col·lectiu.

### Declaracions contra la pujada de l'IRPF
El 2019, en el context de l'esborrany dels pressupostos de la Generalitat per al 2020, que incloïen una pujada de l'IRPF a les grans fortunes, Rahola va dir en un debat al programa de TV3 Tot es mou que cobrar 90.000 euros/any és ser "classe mitjana i apurada", fet que li va fer rebre moltes crítiques per part de tota l'esquerra catalana, des de Natàlia Sànchez fins a l'alcaldessa de Barcelona, Ada Colau, i que va acabar amb un clam generalitzat per al cessament de les seves col·laboracions a la televisió pública, sota el hàshtag #ForaRaholadeTV3. Rahola va sortir dies després al mateix programa per reafirmar-se en les seves declaracions, i no va demanar disculpes.

### Acusacions de plagi i comparació amb Rodoreda
El juliol de 2020, al programa de ràdio El món a RAC1 de Jordi Basté, Rahola va presentar la que fins llavors era la seva última novel·la, ‘L'espia del Ritz’ i es va defensar de les acusacions de plagi vessades per Josep Maria Loperena i contra les quals va dir que havia interposat una querella criminal per injúries i calúmnies. Durant el mateix programa, i parlant d'aquesta novel·la, Rahola es va voler comparar amb Mercè Rodoreda. La frase en qüestió li va comportar mofes a les xarxes socials.

### Acomiadament de La Vanguardia
El diumenge 23 de maig de 2021 Pilar Rahola anuncià a Twitter que La Vanguardia no publicaria mès articles seus. Afirmà que era "per motius ideològics i polítics", que no era el primer intent de fer-la fora, i que la decisió procedia "de dalt de tot i més enllà".

### Posicionament respecte el govern d'Israel
A l'octubre de 2024, després d'un any de l'inici de l'escalada bèlica i el genocidi a Gaza, durant una ponència a La Garriga, un grup de manifestants llançà pintura vermella contra Pilar Rahola. Els manifestants reivindicaren l'acció mentre apuntaven que Rahola "està tacada de sang" degut al seu posicionament còmplice amb el govern de Benjamin Netanyahu. Pilar Rahola presentà una denúncia i etiquetà l'acció perpetrada d'antidemocràtica i d'antisemita. Els manifestants replicaren que "un pot de pintura no és res davant dels milers de morts" i li recriminaren fer acudits sobre les xifres de morts. El juliol de 2025 se celebrà el judici que acabaria amb una multa de 20000€ contra els manifestants.

## Llibres
- Aquell estiu color de vent. Pòrtic, 1983. ISBN 84-7306-208-6.
- Color de verano. Pòrtic, 1983. ISBN 84-7306-208-6.
- Aperitiu nocturn. Pòrtic, 1985. ISBN 84-7306-260-4.
- La qüestió catalana. Columna, 1993. ISBN 84-7809-515-2.
- Dona alliberada, home emprenyat. Planeta, 2000. ISBN 84-08-03477-4.
- Mujer liberada, hombre cabreado. Planeta, 2000. ISBN 84-08-03499-5.
- Carta al meu fill adoptat: L'adopció, un acte d'amor. Columna, 2001. ISBN 9788483007600.
- Carta a mi hijo adoptado. Planeta, 2001. ISBN 84-08-03886-9.
- L'adopció, un acte d'amor. Columna, 2001. ISBN 84-8300-760-6.
- La luxúria: Els amants de la Tània. Columna, 2002. ISBN 9788466402132.
- Carta ao meu filho adoptado. Ambar, 2003. ISBN 972-43-0654-2.
- Historia de Ada: Los derechos pisoteados de los niños. Random House Mondadori, 2002. ISBN 84-97590-23-6.
- 3x1: El món actual a través de 3 generacions. Plaza & Janés, 2003. ISBN 84-01-38626-8.
- Catalunya, any zero. Ara Llibres, 2004. ISBN 84-96201-16-3.
- A favor de Israel. Certeza, 2005. ISBN 84-96219-20-8.
- Atrapados en la discordia: Conversaciones sobre el conflicto Israel-Palestina (escrit juntament amb Tomàs Alcoverro). Destino, 2009. ISBN 9788423341696.
- La màscara del Rei Artur. La Magrana, 2010. ISBN 9788482641201.
- La República Islàmica d'Espanya. RBA La Magrana, 2011. ISBN 978-84-8264-928-3.
- El carrer de l'Embut. RBA La Magrana, 2013. ISBN 978-84-8264-629-9.
- Mariona. RBA/La Magrana, 2014.
- TBC. Prou, assaig sobre el gihadisme, 2015.[23]
- TBC. La rosa de cendra, novel·la.[23]
- S.O.S Cristians. (Columna, 2018)